# Sopwith Special torpedo seaplane Type C
El Sopwith Special torpedo seaplane Type C fue el primer avión británico diseñado para lanzar torpedos. Hidroavión biplano monomotor, voló en julio de 1914, pero resultó incapaz de izar la carga de diseño y pronto fue abandonado.

## Diseño y desarrollo
El interés del Almirantazgo en el lanzamiento de torpedos desde aviones comenzó en noviembre de 1913, expresado por un pedido realizado a Sopwith de una "maqueta" de hidroavión portatorpedos, el Sopwith Type TT . Estaba destinado únicamente a carretear, no a volar; sus pruebas se realizaron durante los meses de mayo y junio siguientes. En febrero de 1914, antes de que comenzaran las pruebas del Type TT, este contrato se amplió para incluir un segundo hidroavión portatorpedos experimental volante. El Special torpedo seaplane Type C resultante se entregó en RNAS Calshot el 1 de julio de 1914, con la matrícula 170 del RNAS.
El Special era un biplano de cuatro vanos, con alas de punta cuadrada, cuerda constante y envergadura desigual conectadas por pares de soportes interplanares paralelos. El 1,2 m de voladizo de las alas superiores estaba arriostrado mediante un par adicional de soportes interplanares, inclinados hacia afuera y unidos al ala inferior en los mismos puntos que los soportes interplanares verticales exteriores. Existían alerones interconectados externamente tanto en las alas superiores como en las inferiores. Las alas inferiores estaban unidas a la parte inferior del fuselaje y las superiores se apoyaban muy por encima de la parte superior del fuselaje.
El fuselaje era una estructura de vigas de lados planos; la tripulación ocupaba cabinas en tándem, con el piloto en la parte trasera. El motor radial Salmson 2M7 refrigerado por agua se colocó justo por delante de la cabina delantera, cerca del borde de ataque del ala, con altos radiadores a cada lado del fuselaje. Impulsaba una hélice bipala a través de un largo eje de transmisión dentro de un morro marcadamente cónico. El Special llevaba un par de flotadores principales montados en puntales, complementados con pequeños flotadores de punta alar y de cola. Los flotadores principales eran de 5,03 m de largo, 0,86 m de ancho y 0,71 m de alto, separados 2,59 m entre sí. Cada flotador poseía dos conexiones amortiguadoras con sus soportes.
Las prestaciones del Special resultaron muy decepcionantes. Fue probado por primera vez el 6 de julio de 1914 en Calshot, pero no consiguió despegar. Voló por primera vez tres días después, aunque sólo con el piloto a bordo y con poco combustible. Después de que quedó claro que no podía levantar la carga de diseño, volvió a Sopwith para realizarle modificaciones en las alas. Regresó a Calshot, pero se consideró que aún no era apto para la función del lanzamiento de torpedos. En noviembre fue modificado para transportar bombas, pero en enero ya estaba siendo desmantelado. Mientras tanto, un Short Admiralty Type 81 modificado (S.84, matrícula 121 del RNAS) se había convertido en el primer avión británico en lanzar un torpedo, el 27 de julio de 1914.

## Especificaciones
Referencia datos: British Aircraft Before the Great War

### Características generales
- Tripulación: Dos
- Longitud: 11 m (36 ft)
- Envergadura: 20,1 m (66 ft) (ala superior); 17,68 m (ala inferior)
- Altura: 3,9 m (12,8 ft)
- Superficie alar: 72,9 m² (784,7 ft²)
- Peso vacío: 1471 kg (3242,1 lb)
- Peso cargado: 1961 kg (4322 lb) con combustible para 2 h y torpedo
- Planta motriz: 1× motor radial de 14 cilindros en dos filas refrigerado por agua Salmson 2M7 (Canton-Unné).
  - Potencia: 150 kW (207 HP; 204 CV)
- Hélices: Bipala de paso fijo
- Diámetro de la hélice: 2,7 m

## Aeronaves relacionadas

### Desarrollos relacionados
- Sopwith Admiralty Type C